# Oscar Hamrén
Oscar Bror Emanuel Hamrén (* 19. September 1891 in Stockholm; † 10. April 1960 in Seattle, Washington, USA) war ein schwedischer Schwimmer.
Hamrén war Mitglied des Schwimmvereins SoIK Hellas im Stockholmer Vorort Nacka. 1912 nahm er an den Olympischen Sommerspielen im heimischen Stockholm teil. Im Wettbewerb über 200 Meter Brust war er einer von sieben schwedischen Startern und verfehlte als Sechster und Letzter seines Vorlaufs den Einzug ins Halbfinale klar.